# Unterdruck

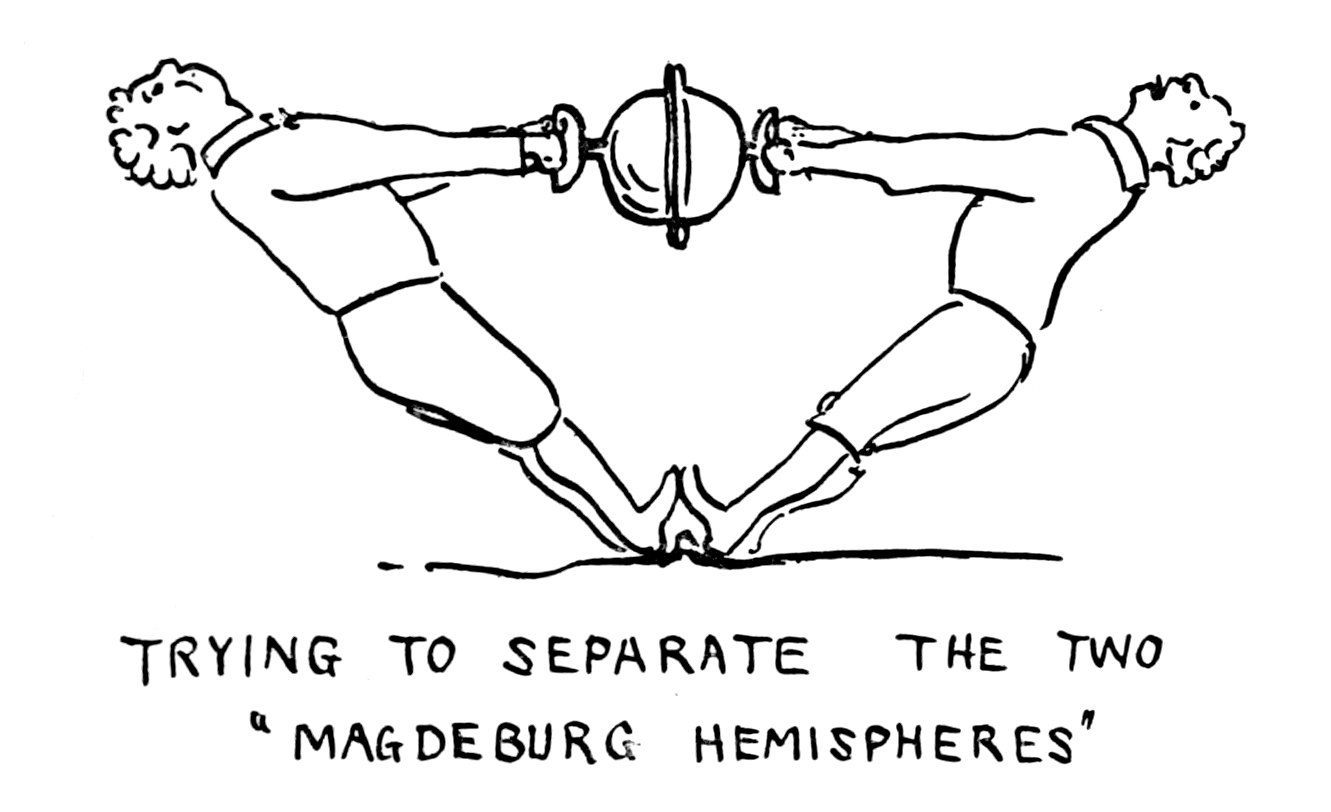
Die Kraft des Vakuums machen die Magdeburger Halbkugeln spürbar

Tatsächlich presst der äußere Luftdruck die Magdeburger Halbkugeln zusammen
a) Halbkugeln mit Luft gefüllt
b) luftleere Halbkugeln
1. Griff
2. luftdichte Abdichtung
3. Magdeburger Halbkugel
4. Luftdruck
5. Vakuum

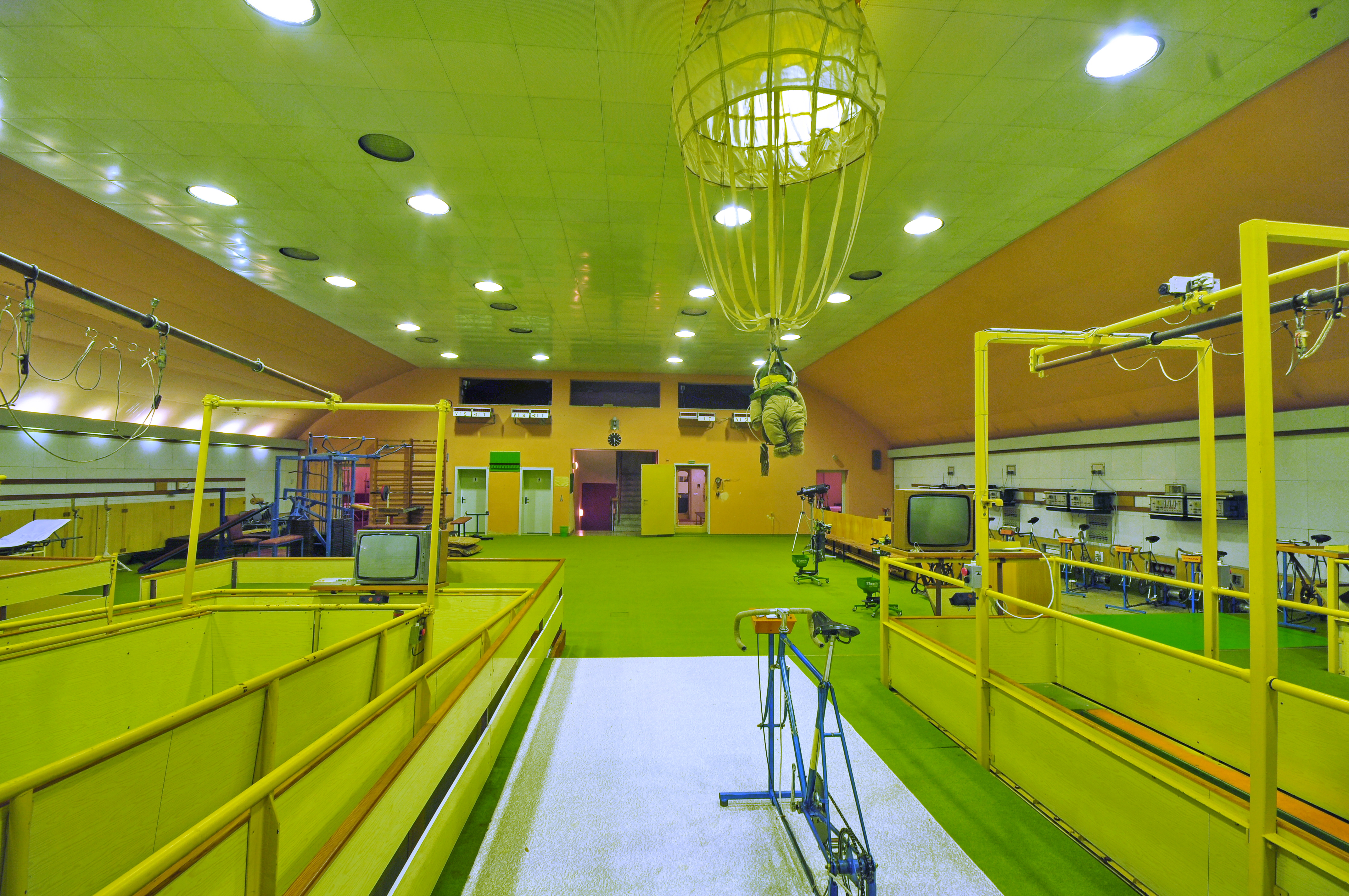
Unterdruckkammer zur Simulation von Höhentraining bis 4000 m Höhe im Bundesleistungszentrum Kienbaum

Als Unterdruck (fachsprachlich: negative Druckdifferenz) bezeichnet man den relativen Druck, wenn dieser unter dem Umgebungsdruck liegt. Verkürzt wird er dann oft als negativer Druck bezeichnet, obwohl negative Druckdifferenz gemeint ist (negativen absoluten Druck gibt es nicht).
Der maximal mögliche Unterdruck wird somit bei Vakuum erreicht und entspricht betragsmäßig dem umgebenden Bezugsdruck, meistens also Luftdruck, so dass auf Meereshöhe bis zu etwa 1 bar möglich ist. In aktuellen Normen wird als Bezugsdruck 1 bar verwendet (bis 1978: 1 atm).
Während der Unterdruck statisch betrachtet wird, bezeichnet man die dynamische Wirkung eines Fluidstromes als Sog, beispielsweise bei einem Staubsauger.

## Anwendungen

### Mit statischem Unterdruck
- Saugnapf als Befestigungselement

- Festhalten & Transportieren von glatten flächigen Gegenständen mit einem Sauggreifer

- Aufspannen von Werkstücken auf einem Vakuumtisch

- Zur Beschleunigung von Filtrations- bzw. Entwässerungsprozessen, wobei es kontinuierlich und diskontinuierlich arbeitende Prozesse gibt

- Nutzung von Unterdruck für den Bremskraftverstärker von PKW und leichten LKW sowie für deren Zentralverriegelung
- Einkochen

### Mit dynamischem Sog
- Ein Staubsauger erzeugt Unterdruck, indem Luft herausbefördert wird. Die als Sog empfundene Wirkung entsteht, weil die Umgebungsluft eine höhere Dichte hat und dieser Ungleichheit entgegenwirkt, indem sie durch den Einlass in das Gerät hineindrängt und den Staub mitreißt.

- Als Anwendung von Unterdruck in der Luftfahrt hat sich bei modernen Passagierflugzeugen das Abwassersystem etabliert. Abwässer aus den Toiletten werden durch einen Unterdruck abtransportiert. Dazu senkt eine typischerweise als Radialgebläse ausgeführte Saugpumpe den Druck im ganzen Abwassersystem nach Bedarf. Da der Druck in der Druckkabine auf dem relativen Überdruck von maximal 8.000 ft (2.400 m) gehalten wird, kann während des Fluges der Unterdruck im Abwassersystem mit Hilfe des außen vorherrschenden geringen Atmosphärendrucks gehalten werden und der Kabinendruck presst dann die Abwässer in das Abwassersystem.
- Ähnlich funktioniert eine Weltraumtoilette.

- Bei der Polstofffiltration wird, ausgelöst durch einen Differenzdruckschwellwert zwischen Zu- und Ablauf, regelmäßig das Filtermedium zur Reinigung abgesaugt.

- Frühere Anwendungen in der Medizin:
  - Unterdruckkammer beim Druckdifferenzverfahren (ab 1903/1904)[1] bei Operationen am offenen Brustkorb
  - Eiserne Lunge zur künstlichen Beatmung

- Freisaugender Motor
- Mobile Klimaanlage mit Abluft